# Tuffi ai Giochi della V Olimpiade - Trampolino maschile
La competizione del trampolino maschile  di tuffi ai Giochi della V Olimpiade si tenne dall'8 al 9 luglio 1912 a Djurgårdsbrunnsviken, Stoccolma.

## Risultati
Il concorso consisteva in due tuffi obbligatori da 1 metro, due tuffi obbligatori da 3 metri e  da tre tuffi liberi da 3 metri scelti da una lista di 18 tuffi.

### Qualificazioni
Si disputarono 3 serie. I vincitori di ogni serie e i restanti cinque migliori punteggi avanzarono alla finale.
| Pos. | Atleta           | Nazione     | PO | MPT   |
| ---- | ---------------- | ----------- | -- | ----- |
| 1    | Kurt Behrens     | Germania    | 6  | 80,14 |
| 2    | Paul Günther     | Germania    | 9  | 78,14 |
| 3    | Arthur McAleenan | Stati Uniti | 15 | 68,02 |
| 4    | Ernst Brandsten  | Svezia      | 20 | 65,01 |
| 5    | Tore Nylund      | Svezia      | 28 | 62,60 |
| 6    | Eskil Brodd      | Svezia      | 29 | 62,62 |
| 7    | Oskar Wetzell    | Finlandia   | 33 | 58,70 |

| Pos. | Atleta         | Nazione  | PO | MPT   |
| ---- | -------------- | -------- | -- | ----- |
| 1    | Johan Jansson  | Svezia   | 5  | 77,77 |
| 2    | Albert Zürner  | Germania | 10 | 74,64 |
| 3    | Ernst Eklund   | Svezia   | 16 | 53,02 |
| 4    | Carlo Bonfanti | Italia   | 19 | 46,81 |

| Pos. | Atleta             | Nazione     | PO | MPT   |
| ---- | ------------------ | ----------- | -- | ----- |
| 1    | Hans Luber         | Germania    | 6  | 77,56 |
| 2    | Robert Zimmerman   | Canada      | 11 | 76,60 |
| 3    | George Gaidzik     | Stati Uniti | 16 | 74,03 |
| 4    | Ernest Pott        | Regno Unito | 17 | 73,94 |
| 5    | Ernfrid Appelqvist | Svezia      | 25 | 62,61 |
| 6    | Axel Runström      | Svezia      | 30 | 58,42 |
| 7    | Erik Tjäder        | Svezia      | 35 | 53,56 |

### Finale
| Pos.    | Atleta           | Nazione     | Punteggi Giudici | Punteggi Giudici | Punteggi Giudici | Punteggi Giudici | Punteggi Giudici | Punteggi Giudici | Punteggi Giudici | Punteggi Giudici | Punteggi Giudici | Punteggi Giudici | Totale | Totale |
| Pos.    | Atleta           | Nazione     | Giudice 1        | Giudice 1        | Giudice 2        | Giudice 2        | Giudice 3        | Giudice 3        | Giudice 4        | Giudice 4        | Giudice 5        | Giudice 5        | Totale | Totale |
| Pos.    | Atleta           | Nazione     | PO               | PT               | PO               | PT               | PO               | PT               | PO               | PT               | PO               | PT               | PO     | MPT    |
| ------- | ---------------- | ----------- | ---------------- | ---------------- | ---------------- | ---------------- | ---------------- | ---------------- | ---------------- | ---------------- | ---------------- | ---------------- | ------ | ------ |
| Oro     | Paul Günther     | Germania    | 2                | 77,95            | 1                | 79,95            | 1                | 82,90            | 1                | 82,35            | 1                | 73,00            | 6      | 79,23  |
| Argento | Hans Luber       | Germania    | 1                | 78,10            | 2                | 79,00            | 2                | 77,50            | 2                | 79               | 2                | 70,30            | 9      | 76,78  |
| Bronzo  | Kurt Behrens     | Germania    | 3                | 77,90            | 5                | 74,05            | 5                | 74,00            | 5                | 76               | 4                | 66,70            | 22     | 73,73  |
| 4       | Albert Zürner    | Germania    | 4                | 75,70            | 4                | 75,25            | 4                | 74,85            | 4                | 77,6             | 7                | 63,25            | 23     | 73,33  |
| 5       | Robert Zimmerman | Canada      | 5                | 72,00            | 3                | 76,00            | 7                | 71,50            | 3                | 77,9             | 6                | 65,30            | 24     | 72,54  |
| 6       | Ernest Pott      | Regno Unito | 8                | 71,15            | 6                | 71,20            | 3                | 75,00            | 6                | 73,95            | 5                | 65,95            | 28     | 71,45  |
| 7       | Johan Jansson    | Svezia      | 7                | 71,45            | 8                | 66,95            | 6                | 72,55            | 8                | 67,75            | 3                | 69,50            | 32     | 69,64  |
| 8       | George Gaidzik   | Stati Uniti | 6                | 71,60            | 7                | 68,70            | 8                | 68,20            | 7                | 70,15            | 8                | 61,40            | 36     | 68,01  |